# Poutasi Luafutu

a Compétitions nationales et continentales officielles uniquement.

Dernière mise à jour le 28 avril 2020.
Poutasi Vaiofiso Tuasivi Luafutu, né le 2 décembre 1987 à Invercargill, est un joueur australien de rugby à XV qui joue au poste de troisième ligne aile. Il a joué sous les couleurs du CA Brive pendant deux saisons, où il fut notamment l'un des grands auteurs de la remontée en Top 14 du club corrézien. En 2013, il s'engage avec le club de l'Union Bordeaux Bègles (Top 14) avant de revenir à Brive un an plus tard où il est utilisé occasionnellement au poste de trois-quart centre.

## Carrière
- 2007-2010 : Queensland Reds  Australie (Super 15)
- 2010-2011 : Tasman RU  Nouvelle-Zélande (NPC)
- 2011-2013 : CA Brive  (Top 14)
- 2013-2014 : Union Bordeaux Bègles (Top 14)
- 2014-2018 : CA Brive (Top 14)
- 2018-2020 : Provence rugby  (Pro D2)
- 2020- : CS Bourgoin-Jallieu